# Josef Weingartner
Josef Weingartner (10. února 1885, Dölsach – 11. května 1957, Merano) byl římskokatolický kněz, kunsthistorik a památkář.

## Životopis
Weingartner ukončil svá teologická studia v Brixenu v roce 1907 a dále studoval dějiny umění u Maxe Dvořáka na vídeňské univerzitě. V období 1911 až 1915 byl tajemníkem památkového úřadu v Innsbrucku a v letech 1915 až 1918 vedl pobočku v Bolzanu. Od roku 1921 byl proboštem u sv. Jakuba.
Během svého života prováděl v Tyrolsku, a zvláště v jižním Tyrolsku, základní kunsthistorický průzkum. V této geografické oblasti po něm byla pojmenována řada ulic.
Josef Weingartner byl prastrýcem politika Wendelina Weingartnera.

## Dílo
- Bozner Burgen, Innsbruck 1922
- Die Kunstdenkmäler Südtirols, 4 svazky, Augsburg 1923-1930
- Das kirchliche Kunstgewerbe der Neuzeit, Innsbruck 1926
- Römische Barockkirchen, Mnichov 1930
- Gotische Wandmalerei in Südtirol, Vídeň 1948
- Die Kunstdenkmäler Osttirols, Innsbruck 1958